# Rhizangiidae
Rhizangiidae es una familia de corales marinos que pertenecen al orden Scleractinia, de la clase Anthozoa.  
Sus especies no son hermatípicas y, salvo Astrangia poculata, no contienen zooxantelas. Son coloniales, incrustantes y de formas submasivas. Forman clusters de coralitos dispersos, unidos por estolones del coenesteum basal de cada coralito. Los coralitos son pequeños, tubulares y con muros muy sólidos. Los septa son dentados.
La reproducción asexual es siempre extratentacular o desde el estolón.
Se distribuyen en las aguas tropicales y templadas del Atlántico y del Indo-Pacífico. Son especies firmemente ancladas a sustratos duros. Su rango de profundidad es de 0 a 200 m, salvo Culicia que se encuentra hasta 378 m.
La familia parece monofilética, pero es dudoso, debido a la escasez de datos sobre el conjunto de especies de la familia.

## Géneros
El Registro Mundial de Especies Marinas acepta los siguientes géneros:
- Astrangia. Milne-Edwards & Haime, 1848
- Cladangia. Milne Edwards & Haime, 1851
- Culicia. Dana, 1846
- Oulangia. Milne Edwards & Haime, 1848
- Platyhelia
- Rhizangia